# Codicote
Codicote är en ort och civil parish i Storbritannien.   Den ligger i grevskapet Hertfordshire och riksdelen England, i den sydöstra delen av landet, 40 km norr om huvudstaden London. Codicote ligger 106 meter över havet och antalet invånare är 10 938.
Terrängen runt Codicote är platt. Runt Codicote är det tätbefolkat, med 383 invånare per kvadratkilometer. Närmaste större samhälle är Luton, 12,8 km väster om Codicote. Trakten runt Codicote består till största delen av jordbruksmark.